# Рота Оноріо Арорае
Рота Оноріо Арорае (англ. Rota Onorio Arorae; нар. 26 жовтня 1919) — державний і політичний діяч Кірибаті, голова парламенту, виконував обов'язки президента країни після тимчасового усунення від посади першого президента Ієремії Табаї.